# イカナイバネ
イカナイバネ（IKANAIBANE）は、北海道テレビ放送（HTB）の『HTB深夜開拓魂』第16作目として2014年7月24日から同年9月25日まで、全10回放送された番組である。

## 概要
HTBの社員が道内や道外、果ては海外に出向いて様々なチャレンジを行い、そこから局舎へ行くという「エクストリーム出社」を実行するドキュメントバラエティ。日本エクストリーム出社協会の全面的な協力によって制作された。
ちなみに番組名の『イカナイバネ』は、道南地方の方言で“行かなければいけない”という意味である（第1回放送のエンディングで説明）。

## 挑戦した社員とその内容
※番組HP上では「出社ニスト選手権」と称して、放送後のアクセス数で出演社員の順位が決まる企画を実施していた（結果は最終回放送時点のもの）。
| 回 | 放送日 （2014年） | 挑戦者（肩書）                              | テーマ                          | 内容                                                                                              | 結果           |
| -- | ----------------- | ------------------------------------------- | ------------------------------- | ------------------------------------------------------------------------------------------------- | -------------- |
| 1  | 7月24日           | 大野恵（アナウンサー）                      | 心を強くする                    | 寺の座禅と滝修行                                                                                  | 出社ニスト3位  |
| 2  | 7月31日           | 高橋春花（アナウンサー）                    | 美味しい朝ごはん                | レジャスポ東苗穂店でボウリング ↓ 食事処で朝食                                                     | 出社ニスト1位  |
| 3  | 8月7日            | 真木雅史（営業部副部長）                    | エコ活動                        | ペットボトルのキャップを集める                                                                    |                |
| 4  | 8月14日           | 柳田知秀（アナウンサー）                    | 東京エクササイズ                | お台場観光 ↓ プロレスリング・ノアに一日入門                                                       |                |
| 5  | 8月21日           | 横澤玲子（『イチオシ!』AD）                 | 日本一危険な参拝                | 小幌駅向いの岩屋観音 ↓ せたな町の太田山神社で参拝                                                 | 遅刻のため失格 |
| 6  | 8月28日           | 佐藤麻美 （編成部、元アナウンサー）         | 数字（視聴率）を取る!           | ボクシングとヌンチャクで体を動かす                                                                | 出社ニスト2位  |
| 7  | 9月4日            | 依田英将（アナウンサー）                    | 男気                            | ドジョウ掬い→しのつ公園でキャンプ                                                                 | 遅刻のため失格 |
| 8  | 9月11日           | 大野恵（アナウンサー）                      | 心を強くするⅡ ～打倒!高橋アナ～ | マカオで心を鍛えるバンジージャンプ ↓ 大畑Pもバンジージャンプ ↓ フェリーで香港へ ↓ 空港で野宿→帰国 | 遅刻のため失格 |
| 9  | 9月18日           | 大野恵（アナウンサー）                      | 心を強くするⅡ ～打倒!高橋アナ～ | マカオで心を鍛えるバンジージャンプ ↓ 大畑Pもバンジージャンプ ↓ フェリーで香港へ ↓ 空港で野宿→帰国 | 遅刻のため失格 |
| 10 | 9月25日           | 神田昭一（『イチオシ!』気象予報士、防災士） | 神田巡査                        | 北海道開拓の村で高橋アナ、大畑P、横澤ADとドロケイ（鬼ごっこ）                                     |                |

1. 1 2  『熱闘甲子園』放送のため、30分繰り下げの25:20 - 25:35に放送。
2. ↑  onigiri_dvd_htb (2014年8月29日). “昨日の「イカナイバネ」視聴率、佐藤麻美編は6.7%だったとのこと!”. おにぎりあたためますか.  Twitter. 2014年9月26日閲覧。

- 第2回で高橋春花アナがボウリングを行ったレジャスポ（キャッツアイ）ビッグ東苗穂店
- 第5回で横澤ADが参拝したせたな町の太田山神社
- 第10回でドロケイを行った北海道開拓の村

## 番組テーマ曲
- きゃりーぱみゅぱみゅ『エクスプローラー』（アルバム「ピカピカふぁんたじん」収録）

## スタッフ
- ナレーション：星野恵介
- 企画・プロデュース：高橋啓人
- 音効：小﨑悠平
- MA：沢里憲壮
- CG：新水裕之
- 美術：山﨑耕司、柴田有弓、加藤千晶
- WEB：HTBポッドキャスト1号
- 協力：日本エクストリーム出社協会、BgBee、クロステレビビジョン
- AD：加藤和弥
- 撮影兼ディレクター：辻崎剛広、竹村光輝
- チーフディレクター：海野祐至
- プロデューサー：大畑隼介
- 制作著作：北海道テレビ放送